# Let’s Eat Grandma
Let’s Eat Grandma ist ein englisches Popduo aus Norwich.

## Bandgeschichte
Let’s Eat Grandma wurde 2013 von Rosa Walton und Jenny Hollingworth, die sich schon aus ihrer Kindheit kannten, gegründet. Die beiden wuchsen gemeinsam in Norwich auf und begannen bereits im Alter von 13 Jahren gemeinsam Musik zu machen. Bereits in diesem Alter entstehen erste Nonsense-Texte, die später zum Markenzeichen des Duos wurden. Ihr musikalischer Stil bezeichneten sie später als „psychedelic sludge-pop“. Die Musik der beiden entwickelte sich zu experimenteller Popmusik mit komplexen Songstrukturen und bildhaften Texten. Dabei treten beide sowohl als Sängerinnen als auch als Multiinstrumentalisten auf.
Der Name „Let’s Eat Grandma“ basiert auf einem grammatikalischen Witz, der die Wichtigkeit von Kommasetzung illustrieren soll. Das fehlende Komma lässt den Bandnamen von „Lass uns essen, Großmutter“ zu „Lass uns Oma essen“ werden.
2016 erschien ihr Debütalbum I, Gemini auf dem Label Transgressive Records. Das Album der damals gerade erst im Teenager-Alter befindlichen jungen Frauen wird von den Kritikern stark gelobt, findet aber nur wenige Käufer.
Zwei Jahre später folgt der Zweitling I’m All Ears, wie beim Vorgänger ein Wortspiel. Als Produzentin ist Sophie bei zwei Songs am Album beteiligt. Das Album erreicht Platz 28 der britischen Charts. Für das Album wurden sie mit dem den Q Award für das beste Album ausgezeichnet.
2022 folgte das dritte Album Two Ribbons, für das der Produzent David Wrench verantwortlich zeichnete. Das Album erreichte Platz 26 der britischen Charts.

## Diskografie

### Alben
- 2016: I, Gemini (Transgressive)
- 2018: I’m All Ears (Transgressive)
- 2022: Two Ribbons

### Singles
- 2016: Eat Shiitake Mushrooms
- 2016: Rapunzel
- 2016: Hot Pink
- 2018: Falling Into Me
- 2018: It’s Not Just Me
- 2018: Ava
- 2020: I Really Want to Stay at Your House (Rosa Walton auf dem Soundtrack für Cyberpunk 2077)
- 2021: Hall of Mirrors

### Als Gastmusiker
- 2024: Just Pretend (Credits) (Bad Omens feat. Let’s Eat Grandma)